# Anisacanthus nicaraguensis
Anisacanthus nicaraguensis es una especie fanerógama perteneciente a la familia de las acantáceas. Endémica de Nicaragua.

## Descripción
Son arbustos que alcanzan hasta los 3 m de alto; los tallos jóvenes son cuadrado-surcados, glabros excepto en los nudos. Las hojas son ovadas, de 2.7–7.5 cm de largo y 0.9–2.5 cm de ancho, el ápice acuminado, la base obtusa, los márgenes enteros a ligeramente undulados, glabras, cistolitos abundantes; pecíolos de hasta 2.7 cm de largo. Las inflorescencias en espigas secundifloras, con hasta 2.5 cm de largo, las brácteas linear-subuladas, 3.3–5 mm de largo, bractéolas similares; sépalos 5, iguales, subulados, 9–13 mm de largo y 0.7–1 mm de ancho, puberulento-glandulares; corola débilmente bilabiada, 33–35 mm de largo, puberulenta, roja, tubo 12 mm de largo, la porción no expandida del tubo 6 mm de largo, labio superior 3-lobado, el inferior unilobado; estambres 2, exertos, anteras ditecas, tecas iguales y opuestas. Frutos claviformes, 15–17 mm de largo y 6–8 mm de ancho, tuberculados.

## Distribución y hábitat
Esta especie se conoce de una sola colección (Moreno 25325) realizada en un área seca dominada por Agaves, cactáceas columnares y arbustos espinosos, en alturas de 850 metros, florece y fructifica en enero. Es endémica de Nicaragua.

## Taxonomía
Anisacanthus nicaraguensis fue descrita por LaVerne H. Durkee y publicado en Novon 9(4): 503, f. 1, 6A. 1999.
Etimología
Anisacanthus: nombre genérico que deriva de las palabras griegas: ανισος (anisos), que significa "desigual", y ακανθος (acanthos), que significa "aguijón, espina".
nicaraguensis: epíteto geográfico que alude a su localización en Nicaragua.